# Bần cùng hóa người láng giềng
Bần cùng hóa người láng giềng là thuật ngữ mô tả chính sách tìm kiếm lợi ích cho một quốc gia dựa trên việc làm tổn hại đến lợi ích các quốc gia khác. Những chính sách như vậy cố gắng khắc phục các vấn đề kinh tế của một quốc gia bằng các công cụ nhắm tới việc làm xấu thêm tình trạng của các quốc gia khác. Thuật ngữ này ban đầu được nghĩ ra để mô tả các chính sách khắc phục suy thoái kinh tế và thất nghiệp trong nội địa bằng cách chuyển các nhu cầu quan trọng từ nhập khẩu sang hàng hóa sản xuất trong nước, thông qua thuế quan và hạn ngạch nhập khẩu, hay bằng cạnh tranh phá giá tiền tệ. Gần đây, chính sách "Bần cùng hóa người láng giềng" được tiến hành dưới dạng giảm lạm phát nội địa thông qua nâng giá tiền tệ. Điều này làm tăng giá cánh kéo và do đó làm giảm áp lực lạm phát chi phí đẩy ở nước nâng giá nhưng có khuynh hướng làm tăng lạm phát tại quốc gia đối tác thương mại.
Các chiến lược "Bần cùng hóa người láng giềng" dạng này không chỉ áp dụng cho các quốc gia: có thể lướt qua một ví dụ khác khi mà việc theo đuổi lợi ích riêng của các cá nhân hay các nhóm cũng dẫn đến vấn đề này. Động lực này được gọi là "Bi kịch của mảnh đất công", dù nó đã sớm xuất hiện trong các tác phẩm của Plato và Aristotle.
Thuật ngữ hiện được sử dụng rộng rãi, cả trong những bài xuất bản của The Economist và BBC News, và có lẽ bắt nguồn từ tên gọi của trò chơi "Bần cùng hóa người láng giềng".